# 47-я мотострелковая дивизия
47-я мотострелковая дивизия (47 мсд) — тактическое соединение Сухопутных войск Российской Федерации. Находится в составе 18-й общевойсковой армии.

## История
Первоначально сформирована в 2016 году как 47-я дивизия территориальной обороны в Крыму. 47-я дто предназначалась для комплектования её частей резервистами. Назначением соединения называлась охрана стратегических объектов, борьба с диверсантами, ликвидация последствия стихийных бедствий и катастроф. Численность мирного времени пониженная до нескольких тысяч человек. Один батальон дивизии перебрасывался авиацией на учения «Кавказ-2016» .
В 2022 году переформирована в мотострелковую дивизию. Ядро дивизии составили три мотострелковых полка: 1152-й, 1153-й и 1154-й.
Личный состав был пополнен в основном за счёт мобилизованных в Крыму и Севастополе. В регионе же проходило и сколачивание соединения. Главы Крыма и Севастополя С. Аксёнов и М. Развожаев высказались о шефстве над соединением. Правительство Севастополя приняло решение о выплате каждому мобилизованному в регионе 200 тысяч рублей. Об аналогичных мерах поддержки объявили в Республике Крым. На торжественном построении дивизии выступил командующий Черноморским флотом В. Соколов.
В 2023 году подразделения 47-й мотострелковой дивизии задействовались в боях в Херсонской и Запорожской областях. 1152-й мсп придавался 810-й обрмп в Запорожской области. 1153-й мсп действовал в Херсонской области. В декабре 2023 года 47-я мотострелковая дивизия совместно с 328-м и 337-м полками 104-й гвардейской десантно-штурмовой дивизии и частной военной компанией «Конвой» вели наступление на украинский плацдарм в селе Крынки.

## Состав
- 1152-й мотострелковый полк (в/ч 29542)[1]
- 1153-й мотострелковый полк (в/ч 29543)[1]
- 1154-й мотострелковый полк (в/ч 29544)[1]